# یواس‌اس ریسالوت (۱۸۹۴)
یواس‌اس ریسالوت (۱۸۹۴) (به انگلیسی: USS Resolute (1894)) یک کشتی بود که طول آن ۳۱۰ فوت (۹۴ متر) بود. این کشتی در سال ۱۸۹۴ ساخته شد.